# 鈴木芳夫 (実業家)
鈴木 芳夫（すずき よしお、1953年7月14日 - ）は、日本の経営者。エイチ・アイ・エス社長を務めた。

## 経歴
福島県出身。1972年に東京都立向島商業高等学校を卒業し、東邦建設での勤務を経て、1981年にエイチ・アイ・エスに入社。1985年に取締役に就任し、常務を経て、2004年6月には社長に就任。2008年4月には取締役相談役に就任。